# Херардо Сеоане
Херардо Сеоане Кастро (нар. 30 жовтня 1978, Люцерн, Швейцарія) — швейцарський футболіст, що грав на позиціях захисника і півзахисника. Також має іспанське громадянство. По завершенні ігрової кар'єри — тренер. З 2023 року очолює тренерський штаб менхенгладбаської «Боруссії».

## Ігрова кар'єра
У дорослому футболі дебютував 1995 року виступами за команду «Люцерн», в якій провів два сезони, взявши участь у 39 матчах чемпіонату, після чого сезон відіграв за «Сьйон».
1999 року перейшов до іспанського «Депортіво». В Іспанії перебував до 2002 року, проте грав лише за другу команду «Депортіво», а першу половину 2000 року провів в оренді в «Беллінцоні».
Після завершення контракту з іспанським клубом повернувся на батьківщину, де 1 липня 2002 року на правах вільного агента уклав контракт з «Аарау». За два роки став гравцем клубу «Грассгоппер», а завершував ігрову кар'єру в рідному «Люцерні», кольори якого знову захищав у 2007–2010 роках.

## Кар'єра тренера
Завершивши ігрову кар'єру, залишився у клубній структурі «Люцерна», ставши 2011 року тренером юнацької команди U-15. Згодом працював з командами старших вікових категорій, 2014 року увійшов до тренерського штабу головної команди «Люцерна», а на початку 2018 року його очолив.
Вже влітку 2018 року, після здобуття «бронзи» швейцарської першості 2017-2018 років з «Люцерном», був запрошений очолити команду клубу «Янг Бойз», діючих чемпіонів Швейцарії, де змінив Адольфа Гюттера, що перебрався до німецького «Айнтрахта» (Франкфурт-на-Майні).
Тренував «Янг Бойз» протягом трьох сезонів, у яких команда незмінно захищала титул чемпіона Швейцарії, а у розіграші 2019/20 виграла й Кубок країни.
Перед початком сезону 2021/22 став головним тренером клубу першої німецької Бундесліги «Баєр 04» з Леверкузена, який сплатив за перехід 42-річного спеціаліста 1 мільйон євро.

## Титули і досягнення

### Як гравця
- Володар Кубка Іспанії (1):

«Депортіво»: 2001-2002
- Володар Суперкубка Іспанії з футболу (1):

«Депортіво»: 2000

### Як тренера
- Чемпіон Швейцарії (3):

«Янг Бойз»: 2018-2019, 2019-2020, 2020-2021
- Володар Кубка Швейцарії (1):

«Янг Бойз»: 2019-2020